# Dzieło D-3 Twierdzy Modlin
Dzieło D-3 – jedno z dzieł pośrednich pierścienia zewnętrznego Twierdzy Modlin, wzniesione w latach 1912–1915 w ramach rozbudowy twierdzy. Na mapach bywa też oznaczane jako „Fort Oporny”.
Pozostałości umocnienia znajdują się nieopodal miejscowości Tomaszówka i Strubiny.